# Sala Vanni
La Sala Vanni è una sala da concerti di Firenze. Il nome deriva da Giovan Battista Vanni, pittore fiorentino autore dell'affresco della Cena di Cristo in casa del Fariseo (1645) che la decora.
Nel salone che si apre sulla destra del cortile seicentesco del convento di Santa Maria del Carmine, ormai da qualche decennio si è ricavato questo spazio che grazie all'azione del Musicus Concentus è diventato uno degli spazi per eccellenza della musica a Firenze. Si propone con programmazioni ormai sempre più orientate verso il settore di avanguardia sia del jazz che della musica elettronica e delle avanguardie musicali italiane e internazionali.